# Чого ти ходиш на могилу?..
«Чого ти ходиш на могилу?..» — вірш Тараса Шевченка, написаний 1847 року у С.-Петербурзі.

## Написання
Збереглося кілька чистових автографів вірша: в окремому рукопису циклу «В казематі»; автограф у «Малій книжці»; автограф у «Більшій книжці». Автографи не датовані. Вірш датується за місцем автографа в окремому рукопису циклу «В казематі» та часом ув’язнення Шевченка з 17 квітня по 30 травня 1847 року в казематі III відділу, орієнтовно: 17 квітня — 19 травня 1847 року, місце написання — С.-Петербург. 
Первісний автограф не відомий. До найранішого відомого рукопису циклу «В казематі» вірш переписано між поезіями «Не кидай матері, казали...» і «Ой три шляхи широкії», раніше від поезії «Веселе сонечко ховалось...» («Н. Костомарову»), яка в окремому автографі має дату «1847 мая 19». Після повернення з Аральської описової експедиції до Оренбурга, наприкінці 1849-го (не раніше 1 листопада) або на початку 1850 року (не пізніше 23 квітня — дня арешту поета), Шевченко з цього рукопису без жодного виправлення переписав вірш у складі циклу «В казематі» (під № 5) до «Малої книжки» (до третього зшитка за 1846 — 1847 роки). Перебуваючи в Москві, 18 березня 1858 року, поет переписав його з деякими виправленнями, скороченнями й переробками з «Малої книжки» до «Більшої книжки», текст якої остаточний.
Влітку 1856 року, не пізніше 15 серпня, список з чистового рукопису-автографа циклу «В казематі» (крім поезії «Не спалося, а ніч, як море...»), що належав тоді В. В. Тарновському-молодшому, зробив П. О. Куліш.

## Публікація
Вперше вірш надруковано за списком П. О. Куліша під довільною назвою «Калина» в альманасі «Хата» (СПб., 1860 рік, стор. 73 — 75) і того ж року в перекладі Л. Совінського польською мовою в газеті «Kurjer Wileński», № 41 (травень).
Різночитання — два рядки, яких немає в жодному з автографів поета, після 47-го рядка — з нині не відомого рукописного списку Г. Н. Мордовцевої 1859 року подав В. М. Доманицький у примітках до редагованого ним «Кобзаря» 1908 року:
Калиночко червоная,
Світе мій ясний!
Відомі списки у рукописних збірках: «Кобзар» (1861), що належав І. П. Левченкові, «Сочинения Т. Г. Шевченка» (1862), «Стихотворения Шевченка», «Кобзар» (1865), переписаний Д. Демченком, «Кобзар» (1866), у примірнику «Кобзаря» (1860) з рукописними вставками, що належав Л. Г. Лопатинському, невідомою рукою, І. Левицького, К. Г. Климковича.
Вперше вірш введено до збірки творів у виданні: «Кобзарь Тараса Шевченка / Коштом Д. Е. Кожанчикова» (СПб., 1867 рік, стор. 390 — 392) і того ж року у виданні: «Поезії Тараса Шевченка» (Львів, том 1, стор. 167 — 169). В обох виданнях подано за першодруком.

## Сюжет
Мотивами глибокого кохання й дівочої самотності, трагічною розв’язкою твір перегукується з ранніми баладами Шевченка, зокрема з «Причинною» і «Тополею». Твір пройнятий народною фантастикою й романтикою. За формою він близький до народної поезії. 

## Музика
На текст балади музичні твори написали М. В. Лисенко, В. І. Заремба, Й. М. Кишакевич, В. В. Безкоровайний.